# Eolinurus
Eolinurus è un genere estinto di crostacei decapodi appartenente alla famiglia Palinuridae, comunemente noti come aragoste. Il genere include una sola specie riconosciuta, Eolinurus desmaresti, rinvenuta nei celebri giacimenti fossiliferi di Bolca, in Veneto. Eolinurus visse durante il tardo Ypresiano, una delle fasi dell’Eocene inferiore, circa 50 milioni di anni fa.

## Etimologia
Il nome del genere deriva da Eocene, epoca geologica durante la quale visse l'organismo, e da Palinurus, genere attuale di aragosta.

## Descrizione
Eolinurus era un'aragosta di medie dimensioni, con una lunghezza stimata tra i 17 e i 20 cm. Il carapace era subcilindrico, leggermente più stretto anteriormente, ricoperto uniformemente da piccole granulazioni. Il solco cervicale era profondo e curvato leggermente verso l’alto nella parte mediana, situato nel terzo anteriore del corpo.
I segmenti addominali presentavano pleure in rilievo (s1–s5) e ornamentazioni squamiformi nel s6. Le appendici antennali (a1 e a2) erano corte, dotate di spine robuste, mentre gli arti toracici (P1–P5) variavano da robusti e corti a più sottili e allungati. Il telson mostrava tre creste longitudinali parallele e una decorazione squamosa nella parte prossimale.

## Classificazione
I primi fossili di questo animale vennero denominati nel 1855 come Palinurus Desmarestii da Achille De Zigno, ma non ebbero una descrizione formale. Il primo a descriverli compiutamente fu Secrétan nel 1975 con il nome di Palinurus desmaresti. Successivamente i fossili vennero attribuiti al genere Justitia da Garassino e Novati nel 2001, e solo nel 2022 frono riattribuiti al nuovo genere Eolinurus.
Solo un esemplare conserva l’ornamentazione granulate originale. In molti altri casi, l’erosione della cuticola ha portato alla scoperta dell’endocuticola liscia con strie parallele trasversali, simili a quelle osservate in Justitia, portando inizialmente a una classificazione errata. La revisione dettagliata del lectotipo, dei paralectotipi e di nuovo materiale ha permesso di distinguere chiaramente Eolinurus da Justitia.